# Lijst van bijzondere grafmonumenten in Vlaardingen
De gemeente Vlaardingen kent 30 bijzondere grafmonumenten. Deze bevinden zich op Begraafplaats Emaus. Hieronder een overzicht.
| Object | Locatie                              | Coördinaten                     | Wikidata Nr. | Afbeelding |
| --- | ------------------------------------ | ------------------------------- | ------------ | --- |
| Geuzengraf, begraafplaats voor zes van de leden van het Geuzenverzet | R Eregraven                          | 51°54'57,85"NB, 4°20'45,74"OL   | Q116683705   | Meer afbeeldingen |
| Oorlogsgraven op Emaus Begraafplaats Vlaardingen | West R Eregraven 676-677 (1950-1951) | 51°55'2,683"NB, 4°20'39,318"OL  | Q118218787   | Meer afbeeldingen |
| Indië-monument | West R Eregraven (1996)              | 51°54'57,89"NB, 4°20'45,74"OL   | Q116682508   | Meer afbeeldingen |
| Brandweermonument, monument voor vijf brandweerlieden die op 9 februari 1951 om het leven kwamen toen hun brandweerauto, gehinderd door de rookontwikkeling, te water raakte in de Koningin Wilhelminahaven. Er woedde op dat moment een grote brand in een sleepboot en de plas olie daar omheen | West R Eregraven (1951)              | 51°55'1,531"NB, 4°20'38,184"OL  | Q118218789   | Meer afbeeldingen |
| Grafmonument voor J.G. van Linden van den Heuvell (1842-1906) en echtgenote A. A. Knottenbelt (1853-1936) | Oost BEG nr. 7 (1906)                | 51°54'57,589"NB, 4°20'44,207"OL | Q118218790   | grafmonument voor J.G. van Linden van den Heuvell († 1906) en A. A. Knottenbelt († 1936)                                                   |
| Grafzerk voor burgemeester H.L. van Linden van den Heuvell (1785-1854) en echtgenote H. van Heijst (1784-1850) | BEG Oost graf 8a (1854)              | 51°54'57,6"NB, 4°20'43,4"OL     | Q118218791   | grafzerk voor burgemeester H.L. van Linden van den Heuvell († 1854) en H. van Heijst († 1850)                                              |
| Grafmonument familie Stahlie | BEG Oost graf 113                    | 51°54'58,0"NB, 4°20'43,8"OL     | Q118218792   | grafmonument familie Stahlie |
| Grafmonument voor de kunstschilder Hugo Maarleveld (1833-1886) | Oost BEG 541 (1886)                  | 51°54'57,6"NB, 4°20'40,6"OL     | Q118218793   | Meer afbeeldingen |
| Familiegraf W. Kwakkelstein | P 2e klasse West nr. 120-121 (1956)  | 51°55'0,32"NB, 4°20'39,58"OL    | Q118218794   | Meer afbeeldingen |
| Grafmonument voor burgemeester jonkheer mr. B.W.Th. Falck (1851-1894) en enkele familieleden, waaronder zoon Edzard Falck | BEG Oost graf 601 (1894)             | 51°54'58,741"NB, 4°20'40,999"OL | Q118218797   | Meer afbeeldingen |
| Grafmonument voor burgemeester P. Pruis (1867-1927), echtgenote A.L.M. Pruis-Slotemaker (1871-1959) en zoon N.A.C. Pruis (1903-1965) | B 2e klasse West graf 96 (1927)      | 51°54'59,580"NB, 4°20'38,155"OL | Q118218798   | grafmonument voor burgemeester P. Pruis († 1927), A.L.M. Pruis-Slotemaker († 1959) en N.A.C. Pruis († 1965)                                |
| Grafmonument van het echtpaar Van der Vlis-Muis (1837/1838-1912) en hun zoon Maarten (1869-1895) | BEG Oost nr. 609 (1895)              | 51°54'58,824"NB, 4°20'41,406"OL | Q118218799   | grafmonument van het echtpaar Van der Vlis-Muis († 1912) en hun zoon Maarten († 1895)                                                      |
| Grafmonument van familie De Jong | B 2e klasse West nr. 138 (1928)      | 51°54'59,591"NB, 4°20'38,191"OL | Q118218800   | grafmonument van familie De Jong |
| Grafmonument voor de kuiper Jan Hoogerwerf (1875-1931) en zijn vrouw Gerritje Hoogerwerf-Maat (1876-1963) | P 2e klasse nr. 26 (1931)            | 51°55'1,680"NB, 4°20'40,974"OL  | Q118218801   | Meer afbeeldingen |
| Grafmonument voor Cornelis Moerman (1893-1988), zijn ouders, een broer en een neefje | BEG B 1e klasse Oost graf 13 (1988)  | 51°54'58,579"NB, 4°20'41,273"OL | Q118218802   | grafmonument voor Cornelis Moerman (1893-1988), zijn ouders, een broer en een neefje                                                       |
| Grafmonument voor Dirk Moes (1866-1945) en zijn echtgenote Fennechien Astuling (1873-1949) | BEG Oost graf 117                    | 51°54'58,122"NB, 4°20'43,825"OL | Q118218803   | grafmonument voor Dirk Moes († 1945) en zijn echtgenote Fennechien Astuling († 1949)                                                       |
| Grafmonument voor Dirk Lodewijk Baauw (1924-1943) en zijn ouders Willem Frederik Baauw (1898-1953) en Adriana Gijsberdina van der Swart (1898-1955) | E 2e kl. West graf 199               |                                 | Q118218804   | grafmonument voor Dirk Lodewijk Baauw († 1943‎) en zijn ouders Willem Frederik Baauw († 1953) en Adriana Gijsberdina van der Swart († 1955) |
| Grafmonument voor de zeeman en kapitein Johan van Leeuwen (1836-1904), zijn echtgenote en een zwager | B 2e kl. West graf 7                 | 51°54'59,591"NB, 4°20'38,148"OL | Q118218805   | grafmonument voor de zeeman en kapitein Johan van Leeuwen († 1904), zijn echtgenote en een zwager                                          |
| Grafmonument voor dominee Wicher Sieders (1845-1930), zijn echtgenote Trijntje Vriend (1846-1916), en twee van hun kinderen | B 2e kl. West graf 98                | 51°54'59,623"NB, 4°20'38,267"OL | Q118218806   | Meer afbeeldingen |
| Grafmonument voor Kornelis Samuel van der Brugge (1833-1902) | BEG Oost graf 258                    | 51°54'58,878"NB, 4°20'42,763"OL | Q118218807   | Meer afbeeldingen |
| Grafmonument voor Jochem van Hoogteijlingen (1880-1932), diens moeder en een ander familielid | P 2e kl. West graf 2                 | 51°55'1,103"NB, 4°20'39,721"OL  | Q118218808   | Meer afbeeldingen |
| Grafmonument voor timmerman Hugorinus Kijne (1868-1913) en zijn ouders | BEG Oost graf 241                    | 51°54'58,122"NB, 4°20'42,360"OL | Q118218809   | Meer afbeeldingen |
| Grafmonument voor Johanna Dorsman-De Zeeuw (1869-1921) en haar man Dirk Abraham Dorsman (1868-1939) | BEG Oost graf 69                     | 51°54'57,906"NB, 4°20'44,347"OL | Q118218810   | grafmonument voor Johanna Dorsman-De Zeeuw († 1921) en haar man Dirk Abraham Dorsman (†1939)                                               |
| Grafmonument voor dominee Henri Jacques James (1841-1915) en diens echtgenote | B 2e kl. West graf 45                | 51°54'59,591"NB, 4°20'37,993"OL | Q118218811   | grafmonument voor dominee Henri Jacques James († 1915) en diens echtgenote                                                                 |
| Grafmonument voor Maria Oversluizen-Neelemaat (1871-1940) en enkele familieleden | D 2e kl. West graf 165               | 51°55'0,5"NB, 4°20'35,9"OL      | Q118218812   | Meer afbeeldingen |
| Grafmonument voor Adrianus van den Ende (1886-1940) en diens echtgenote | D 2e kl. West graf 171               | 51°55'0,379"NB, 4°20'36,341"OL  | Q118218813   | grafmonument voor Adrianus van den Ende († 1940) en diens echtgenote                                                                       |
| Dubbel grafmonument voor familie De Bruijn en Verheij | BEG B 2e kl. Oost 24 en 24a          | 51°54'59,605"NB, 4°20'40,974"OL | Q118218814   | Meer afbeeldingen |
| Grafmonument voor Coenraad Jacobs (1852-1934) en twee van zijn kinderen | P 2e kl. West graf 89                | 51°55'1,711"NB, 4°20'40,740"OL  | Q118218815   | Meer afbeeldingen |
| Grafmonument voor Anneke van der Mark (1944-1958) | E 2e kl. West graf 53                | 51°55'1,319"NB, 4°20'35,725"OL  | Q118218816   | grafmonument voor Anneke van der Mark († 1958)                                                                                             |
| Grafmonument voor Pieter Mooy (1918-1946) | F 2e kl. West graf 42                | 51°55'1,146"NB, 4°20'34,674"OL  | Q118218818   | Meer afbeeldingen |